# Orchomenos
Orchomenos (tiếng Hy Lạp: ?) là một khu tự quản ở vùng Trung Hy Lạp, Hy Lạp. Khu tự quản Orchomenos có diện tích 416 km², dân số theo điều tra ngày 18 tháng 3 năm 2001 là 13032 người.